# Ciberseducció de menors

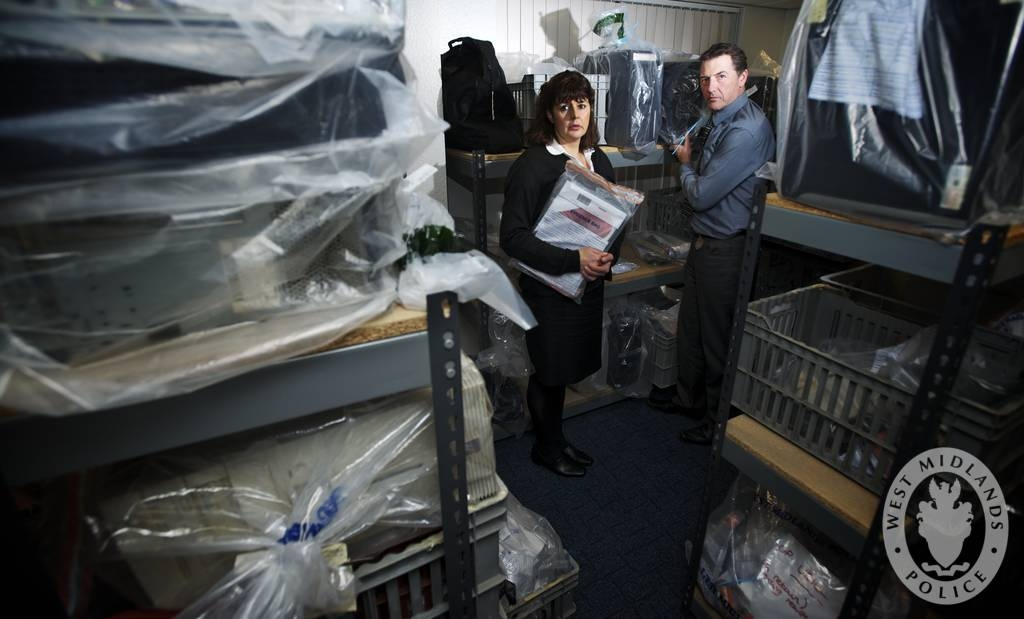
Equip de la policia que investiga els crims de ciberseducció de menors.

La ciberseducció de menors o ciberassetjament pedòfil (en anglès, grooming) consisteix en una sèrie d'actituds i actuacions enganyoses dutes a terme per part d'un adult per tal d'obtenir la confiança d'un menor d'edat i obtenir-ne favors sexuals. Alguns investigadors inclouen també les accions no enganyoses. En alguns casos es pot, fins i tot, buscar la introducció del menor en el món de la prostitució.
En dret penal el ciberassetjament pedòfil fa referència a accions intencionades dirigides a establir una relació i control emocional sobre un menor d'edat amb la finalitat de preparar les condicions per a realitzar un abús sexual o agressió sexual sobre ell o bé per a utilitzar-lo en la confecció de material de pornografia infantil.

## Procés del ciberassetjament[4]
Els danys al nen o nena que passen en la pornografia infantil i en el ciberassetjament pedòfil, tenen una dimensió moral inherent. Aquest acte té a veure amb la vulnerabilitat en els nens, la qüestió dels danys, la innocència infantil, i la vulnerabilitat dels drets individuals.
Els depredadors sexuals tenen diverses eines a la seva disposició per a dur a terme els seus abusos sobre els nens malalts; la por, l'aïllament, l'energia, i el silenci són les principals tàctiques utilitzades pels abusadors. Una de les millors representacions de les tàctiques utilitzades pels agressors és la següent:
1. Orientació de la víctima: En aquesta fase, el depredador cerca les víctimes. El depredador sexual està a la recerca de vulnerabilitats, tals com discapacitats físiques o mentals, famílies monoparentals, baixa autoestima o necessitats emocionals.
2. Guanyar-se la confiança: Després que un depredador sexual hagi seleccionat a la seva víctima, aquests començaran a recopilar informació sobre elles i col·locar-se en àrees on puguin captar l'atenció d'aquesta.
3. Omplir una necessitat: Buscarà maneres de passar temps a soles amb el nen, ja que ha trobat una manera de mantenir una relació de rutina amb la víctima (i els pares).
4. Abús sexual: L'abús sexual hi intervé quan són capaços d'aïllar les seves víctimes, i captar la curiositat d'aquestes.
5. Mantenir el control: En aquest cas, el depredador sexual intentarà de totes maneres mantenir a la víctima en silenci i disponibles per l'abús continuat. Això ho farà a través d'amenaces verbals o físiques.

## Fases i claus per lluitar contra l'abús sexual a la xarxa[6]
1. Prevenció
a. No proporcionar imatges o informacions compromeses.
b. Evitar el robament d'aquest element de força.
c. Mantenir una actitud proactiva respecte a la privacitat.
2. Enfrontament
a. No cedir al xantatge
b. Demanar ajuda
c. Avaluar la certesa de la possessió per part del depredador dels elements amb els quals es formula l'amenaça.
d. Limitar la capacitat d'acció de l'acusador. Pot ser que hagi aconseguit accés a l'equip o tingui les claus personals. Per a preveure això:
i. Realitzar una revisió total per evitar programari maliciós de l'equip i canviar després les claus d'accés.
ii. Revisar i reduir les llistes de contactes, així com la configuració de les opcions de privacitat de les xarxes socials.
iii. A vegades, pot ser encertat canviar de perfil, o fins i tot d'àmbit de relació a la Xarxa.
3. Intervenció
a. Analitzar en quines il·legalitats ha incorregut l'abusador i quines poden ser provades.
b. Buscar i recopilar les proves de l'activitat delictiva.
c. Formular una denúncia.

## Regulació del delicte de ciberassetjament pedòfil

### Espanya
En virtut de la Llei Orgànica 5/2010, de 22 de juny, de modificació del Codi Penal espanyol es va incriminar per primera vegada la conducta de ciberassetjament pedòfil que actualment es troba prevista a l'article 183, dins els delictes contra la llibertat i indemnitat sexuals en el capítol dedicat als delictes d'agressió sexual a menors de setze anys.
Inicialment la víctima del delicte era un menor de tretze anys, havent-se elevat des de l'1 de juliol de 2015 l'edat de consentiment sexual fins a l'actual dels setze anys.
El precepte estableix que serà castigat amb la pena d'un a tres anys de presó o multa de dotze a vint-i-quatre mesos aquella persona que, a través d'internet, del telèfon o de qualsevol tecnologia de la comunicació i informació contacti amb un menor de setze anys i li proposi una trobada amb la finalitat de cometre un delicte d'abús sexual, d'agressió sexual o de pornografia infantil.
La Sala penal del Tribunal Suprem d'Espanya va pronunciar-se per primera vegada sobre aquest delicte en la seva Sentència 97/2015 de 24 de febrer redactada pel magistrat Juan Ramón Berdugo Gómez de la Torre.
El Tribunal Suprem d'Espanya ha ressaltat les característiques del delicte com una forma d'incriminació d'actes preparatoris dins la progressió delictiva que s'orienta a la realització d'un abús o agressió sexual sobre un menor de setze anys.
Tot i que alguna doctrina es mostra favorable a entendre el delicte com un delicte que lesiona efectivament la indemnitat sexual de la víctima menor d'edat, el Tribunal Suprem d'Espanya el concep com un delicte de perill i no de lesió sancionat a través de l'avançament de la barrera de protecció del dret penal d'acord amb les obligacions internacionalment assumides, concretament les que es deriven del Conveni del Consell d'Europa per a la protecció dels infants contra l'explotació i l'abús sexual signat a Lanzarote.
Aquest delicte implica, segons el Tribunal Suprem d'Espanya, l'existència de diversos elements:
1. Un contacte amb un menor de setze anys.
2. La proposició d'una trobada en la vida real.
3. La realització d'actes materials orientats a l'apropament entre autor i víctima.

Quant a l'element del contacte amb el menor, aquest ha de ser a través d'algun mitjà tecnològic; s'hi inclouen comunicacions per internet, telèfon o qualsevol de les tecnologies de la informació i la comunicació. Precisament la facilitat amb què actualment poden produir-se aquests contactes a través de mitjans tecnològics és el que justifica la incriminació d'aquest tipus de conductes.
L'element de l'existència d'una proposició de trobada en la vida real està relacionat amb la finalitat que ha d'inspirar l'autor del delicte de cometre un delicte d'abús sexual, agressió sexual o pornografia infantil. El delicte pretén evitar, mitjançant la incriminació de la conducta en les seves fases més preliminars, que s'arribi a produir el resultat del delicte sexual sobre el menor.
La conducta, per ser sancionada, implica també que es demostri l'existència d'actes concrets d'apropament entre l'autor i la víctima, per dotar de versemblança la intenció de comissió futura del delicte sexual que es pretén evitar amb la sanció del ciberassetjament pedòfil. No obstant, la Sentència 376/2023 de 18 de maig de 2023 del Tribunal Suprem d'Espanya estableix que una "inequívoca invitació a mantenir relacions sexuals" amb un menor de setze anys ja és suficient per entendre satisfet aquest requisit del delicte sense necessitat de demostrar una concreció de la trobada, en lloc i temps, al món real.
En la seva jurisprudència posterior el Tribunal Suprem d'Espanya ha defensat que tot i la redacció literal de l'article 183è del Codi Penal d'Espanya que preveu la imposició d'una pena sense perjudici de les penes corresponents als delictes si s'escau comesos no pot sancionar-se una conducta com a ciberassetjament pedòfil i, al mateix temps, com al delicte sexual finalment comès ja que això vulneraria el principi ne bis in idem. Quan el ciberassetjador progressi en la seva conducta i cometi finalment un delicte sexual sobre el menor, només pot ser sancionat per un únic delicte d'acord amb les regles del concurs de lleis de l'article 8 del Codi Penal.

### Andorra
En virtut de la Llei 18/2013, de 10 d'octubre, qualificada de modificació del Codi Penal andorrà es va incriminar per primera vegada la conducta de ciberassetjament pedòfil en l'article 147.4 d'acord amb les obligacions assumides amb la ratificació del Conveni del Consell d'Europa per a la protecció dels infants contra l'explotació i l'abús sexual signat a Lanzarote.
El precepte incrimina les conductes de “proposició per mitjà de les tecnologies de la informació i la comunicació d'una trobada amb un menor de catorze anys” sempre que es faci amb la finalitat de dur a terme actes sexuals sense consentiment que el mateix Codi Penal andorrà sanciona.